# Тамаш Чех
Тамаш Чех (угор. Cseh Tamás, 22 січня 1943 року в Будапешті — 7 серпня 2009 року в Будапешті) — угорський композитор, співак і актор. Він виграв премію Кошута, а також приз імені Ференца Ліста.
З 1967 по 1974 рік він викладав мистецтво в початковій школі в Будапешті. З 1970 він працював разом з Ґезою Беременьї, складаючи кілька популярних пісень.

## Дискографія
- Levél nővéremnek (1977)
- Antoine és Désiré (1978)
- Fehér babák takarodója (1979)
- Műcsarnok (1981)
- Frontátvonulás (1983)
- Jóslat (1984)
- Utóirat (1987)
- Mélyrepülés (1988)
- Vasárnapi nép (1989)
- Cseh Tamás — Bereményi Géza válogatáslemez (1990)
- Új dalok (1990)
- Nyugati pályaudvar (1993)
- Levél nővéremnek 2. (1994)
- A telihold dalai (1997)
- Jóslat a Metrón (2003, live)
- A véletlen szavai (2004)
- Az igazi levél nővéremnek (2004)
- Esszencia (2007)
- Ózdi koncert '96 (2008)
- A DAL nélkül… (2009)